# Uromyces calopogonii
Uromyces calopogonii ist eine Ständerpilzart aus der Ordnung der Rostpilze (Pucciniales). Der Pilz ist ein Endoparasit des Hülsenfrüchtlers Calaopogonium galactioides. Symptome des Befalls durch die Art sind Rostflecken und Pusteln auf den Blattoberflächen der Wirtspflanzen. Sie ist ein Endemit Guatemalas.

## Merkmale

### Makroskopische Merkmale
Uromyces calopogonii ist mit bloßem Auge nur anhand der auf der Oberfläche des Wirtes hervortretenden Sporenlager zu erkennen. Sie wachsen in Nestern, die als gelbliche bis braune Flecken und Pusteln auf den Blattoberflächen erscheinen.

### Mikroskopische Merkmale
Das Mycel von Uromyces calopogonii wächst wie bei allen Uromyces-Arten interzellulär und bildet Saugfäden, die in das Speichergewebe des Wirtes wachsen. Die Spermogonien und Aecien der Art sind unbekannt. Die unterseitig auf den Wirtsblättern wachsenden Uredien des Pilzes sind gelbbraun. Ihre goldenen bis zimtbraunen Uredosporen sind 17–20 × 16–18 µm groß, meist kugelig bis breitellipsoid und stachelwarzig. Die blattunterseitig wachsenden Telien der Art sind kastanienbraun, unbedeckt und pulverig. Die kastanienbraunen Teliosporen sind einzellig, in der Regel eiförmig bis ellipsoid, warzig und meist 18–21 × 15–17 µm groß. Ihre Stiele sind farblos.

## Verbreitung
Das bekannte Verbreitungsgebiet von Uromyces calopogonii beschränkt sich auf Guatemala.

## Ökologie
Die Wirtspflanze von Uromyces calopogonii ist Calopogonium galactioides. Der Pilz ernährt sich von den im Speichergewebe der Pflanzen vorhandenen Nährstoffen, seine Sporenlager brechen später durch die Blattoberfläche und setzen Sporen frei. Die Art durchläuft einen wahrscheinlich makrozyklischen Entwicklungszyklus, von dem bisher nur Uredien und Telien sowie deren Wirt bekannt sind. Ob sie einen Wirtswechsel vollzieht, lässt sich daher nicht sagen.